# Supetrić
Supetrić (Mali Školj) je hrid na jugu Hrvatske, ispred Konavala, na izlazu iz zaljeva koji čine poluotok Molunat i otok Molunat. Od kopna je udaljen oko 280 metara, a od otoka Molunta 135 metara.
Njegova površina iznosi 8883 m2. Duljina obalne crte iznosi 357 m, a iz mora se uzdiže 3 metra.